# Måndag

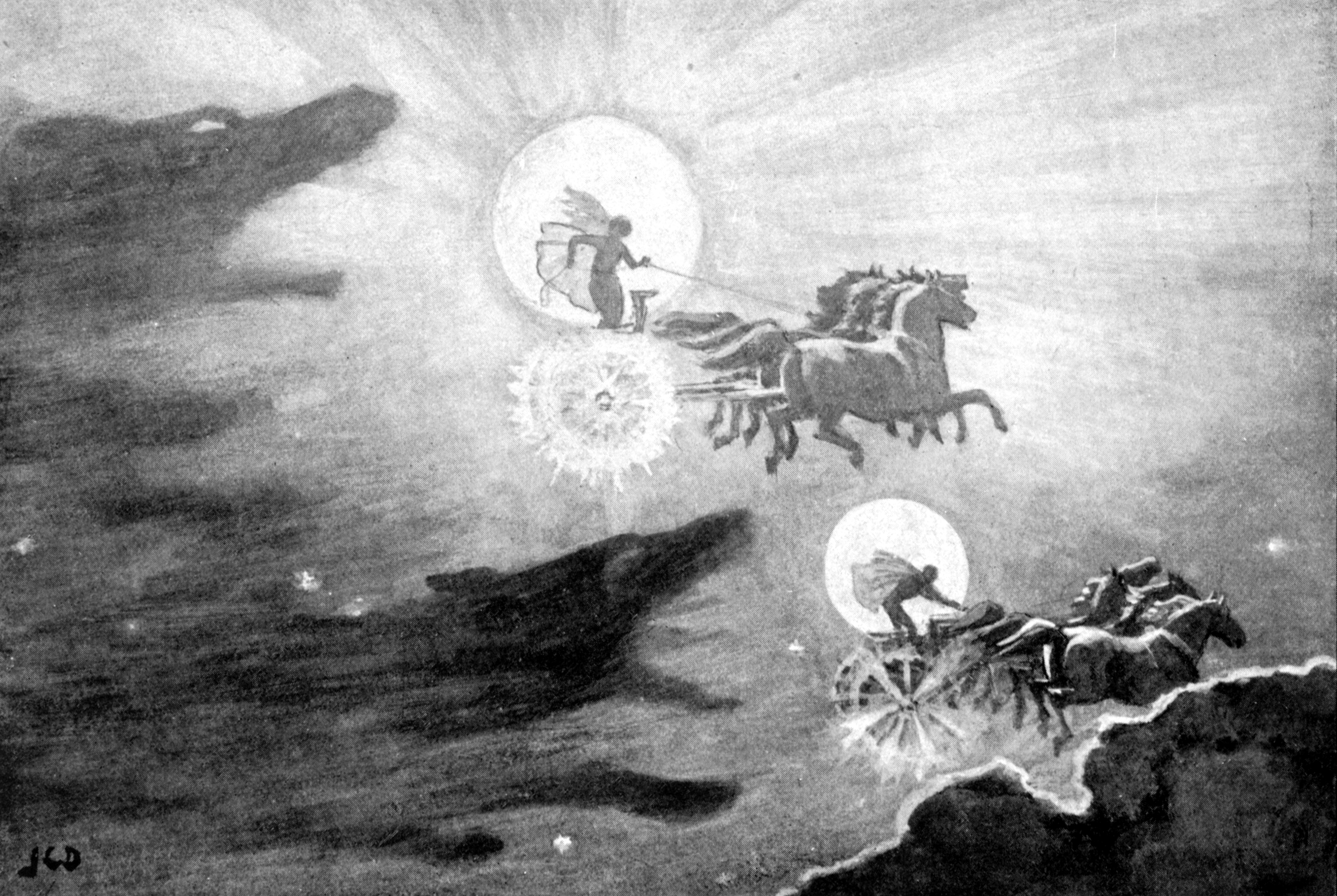
Måne och Sol jagas av vargar över himlavalvet i en målning av John Charles Dollman från 1909

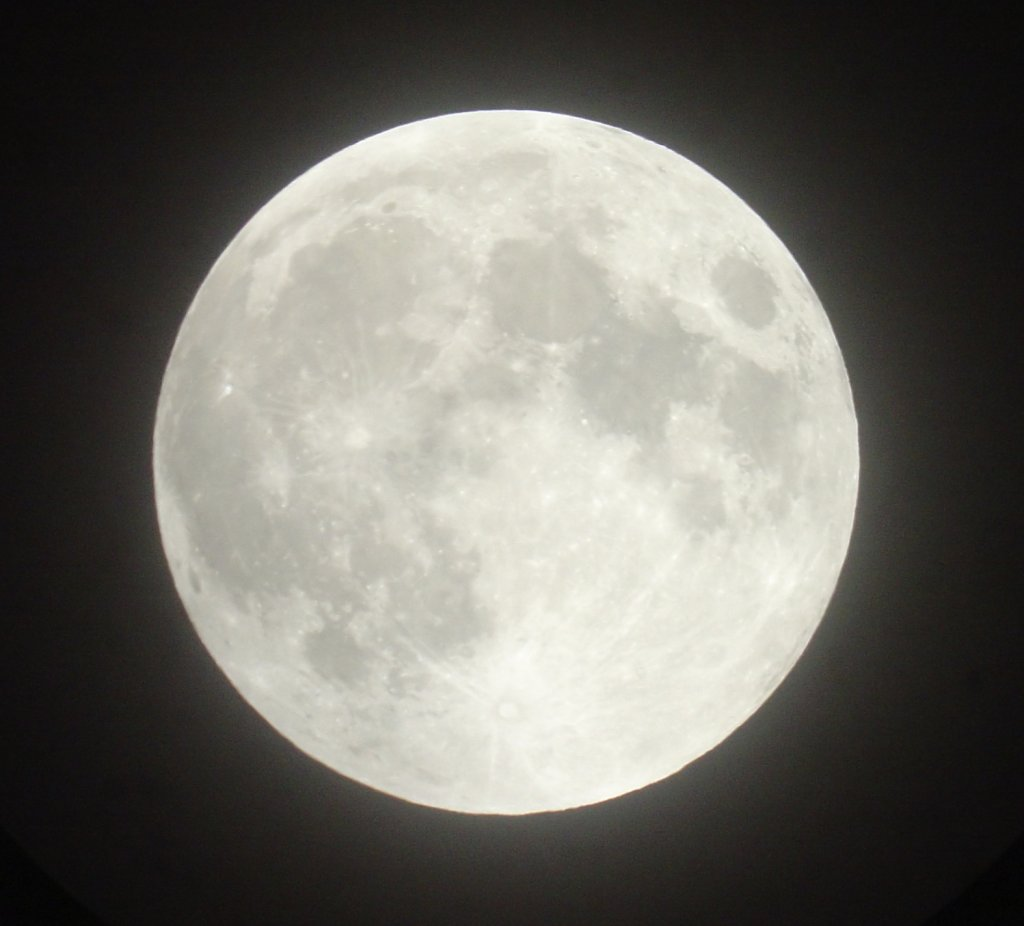
Måndagen har fått sitt namn av Måne som i nordisk mytologi var en personifikation av månen

Måndag är första veckodagen som i Norden är uppkallad efter den fornnordiska guden Måne. Fornsvenska manadagher. På latin dies Lunae, Lunas dag, efter den romerska mångudinnan Luna. 
Måndag kommer efter söndag och före tisdag och är sedan 1972 officiellt veckans första dag i Skandinavien. Måndagen är för många kulturarbetare en ledig dag, då flera stora teatrar inte ger några föreställningar på just måndagar. Också museer är ofta stängda på måndagar.
- Svarta måndagen (eng. Black Mondag) kallas måndagen den 19 oktober 1987, då Dow Jones industriaktieindex sjönk med hela 22,6% på en och samma dag.[4] Även måndagen efter påsk kallas för Black Monday i Storbritannien, då Edvard III denna dag 1360 intog Paris, vilket ledde till döden för många av hans soldater.[5]
- Blåmåndagen är en dag i fastlagen och ligger mellan fastlagssöndagen och fettisdagen. [2]
- Måndagsläsare kallas den student som hela tiden säger sig ska börja plugga på måndag.[1]
- Måndagssjuka är benämningen på yrkessjukdomar som ger sig till känna först efter några dagars bortavaro från arbetet. Den vanligaste måndagssjukan är metallfrossa som är ett influensaliknande tillstånd vilket drabbar personer som inandas metallrök.[2] Uttrycket måndagssjuka används även för bakfylla eller allmän seghet på måndagar, då det är den dag då flest sjukskrivningar sker. Förr även kallat frimåndag, något som användes av hantverksgesäller och förbjöds 1669.[2]
- Måndagsexemplar kallas ett dåligt eller felaktigt konstruerat exemplar av en vara.[6]
- Måndagsparad var något som förr hölls på borggården i Stockholms slott varje måndag.[1]
- Måndag hela veckan är en film med Bill Murray, där han varje morgon vaknar upp och det visar sig vara samma dag (en måndag) han upplever gång på gång.[7]